# Yaopingxiang (ort i Kina, Shaanxi, lat 33,41, long 107,35)
Yaopingxiang är en ort i Kina. Den ligger i provinsen Shaanxi, i den nordvästra delen av landet, omkring 170 kilometer sydväst om provinshuvudstaden Xi'an. Antalet invånare är 1 311. Befolkningen består av 589 kvinnor och 722 män. Barn under 15 år utgör 17,0 %, vuxna 15-64 år 68 %, och äldre över 65 år 14,0 %.
Runt Yaopingxiang är det ganska tätbefolkat, med 111 invånare per kvadratkilometer. Närmaste större samhälle är Yishuizhen, 17,0 km söder om Yaopingxiang. I omgivningarna runt Yaopingxiang växer i huvudsak blandskog.
Genomsnittlig årsnederbörd är 1 044 millimeter. Den regnigaste månaden är juli, med i genomsnitt 226 mm nederbörd, och den torraste är december, med 2 mm nederbörd.